# Paro (Bután)
Paro (en dzongkha: སྤ་རོ་) es una ciudad y capital del Distrito de Paro, en el reino de Bután. La ciudad contaba en 2005 con aproximadamente 20 000 habitantes. Allí se encuentra el único aeropuerto internacional del país, el Aeropuerto Internacional de Paro, con un terminal de techos verdes donde llega Druk Air, la línea aérea nacional de Bután, desde India, Nepal, Bangladés y Tailandia.

## Historia
Un monasterio fue construido a orillas del río Paro por Padma Sambhava a inicios del siglo X, pero no fue sino hasta 1646 cuando Shabdrung Ngawang Namgyal construyó un monasterio más grande sobre las bases del antiguo. Durante siglos, este edificio de cinco pisos fue una defensa eficaz contra los numerosos intentos de invasión por los tibetanos.
Construida con piedras en lugar de arcilla, el dzong fue nombrado Rinpung, que significa «montón de joyas», pero Rinpung y todos sus tesoros fueron destruidos por un incendio en 1907. Solo un thangka, conocido como Thongdel, se salvó. El dzong de Paro fue reconstruido por el penlop Dawa Penjor después del incendio. Ubicado dentro de sus muros se encuentra una colección de máscaras sagradas y vestuario. Algunas datan de varios siglos atrás, mientras que otros fueron aportados por Dawa Penjor y su sucesor Tshering Penjor en tiempos recientes.
En la colina sobre el dzong se encuentra una antigua atalaya llamada dzong Ta, la cual desde 1967 alberga al Museo nacional de Bután. Cruzando un puente medieval por debajo del dzong se encuentra el palacio Ugyen Pelri, residencia real construida por el penlop Tshering Penjor.

## Arquitectura
A lo largo de la calle principal existe un complejo de arquitectura tradicional butanesa con edificios ricamente decorados que albergan pequeños comercios, instituciones y restaurantes.
El lhakhang Jangtsa Dumtseg es un templo del siglo XV situado junto al nuevo puente, y el palacio Ugyen Perli es visible a través de la valla. Los miembros de la familia real se hospedan en el palacio cuando se encuentran transitando por Paro. Muy cerca se encuentra el viejo puente del dzong de Rinpung, el puente Nyamai Zam. Hoteles notables incluyen el Hotel Olathang construido en un estilo recargado.
El dzong de Paro (Rinpung), construido en el siglo XV para defenderse de los ataques de los tibetanos es uno de los más famosos de Bután,  así como un destacado exponente arquitectónico de la ciudad de Paro. 

## Galería

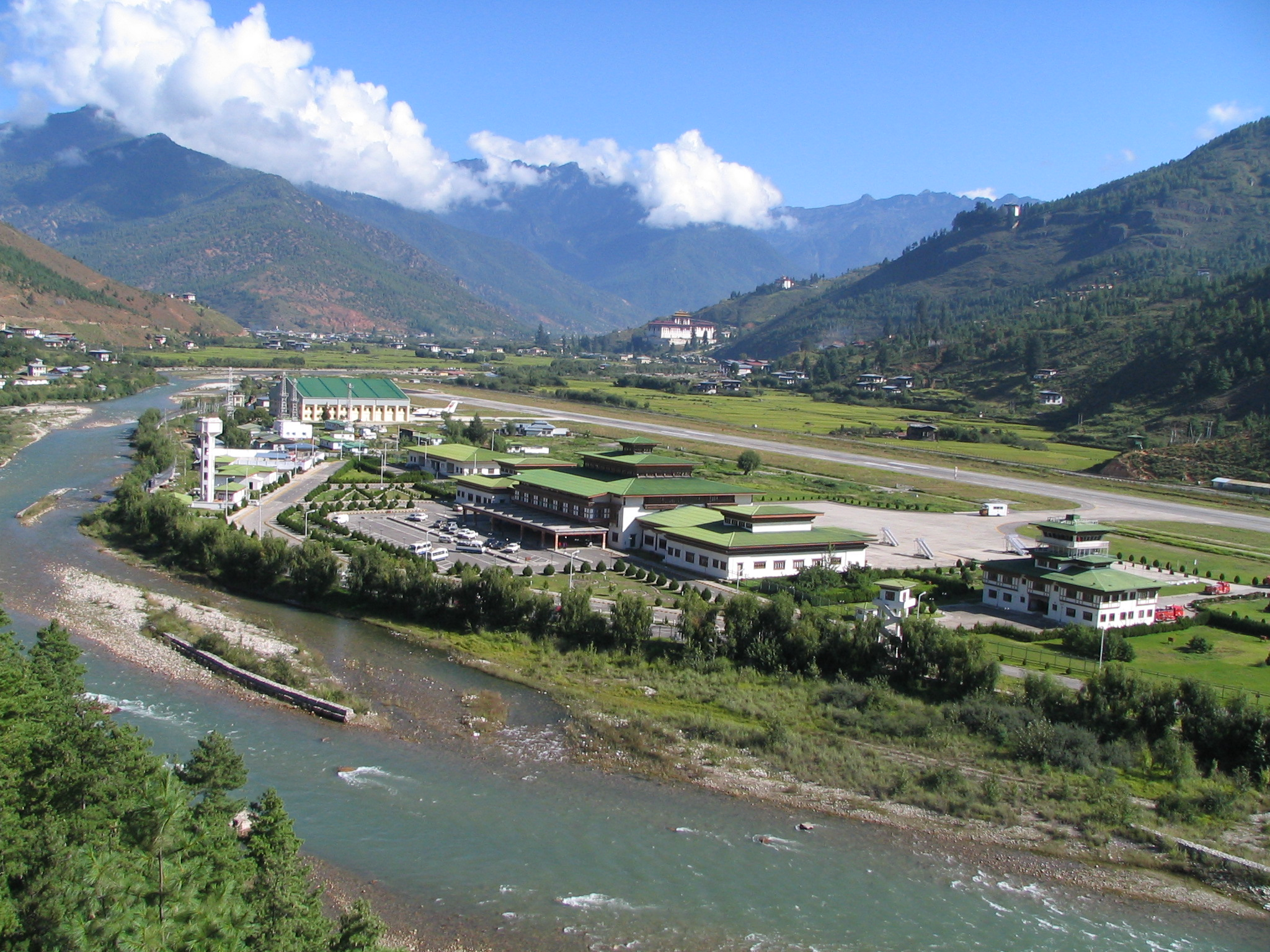
Paro (al fondo de la foto), vista desde el Aeropuerto Internacional de Paro.
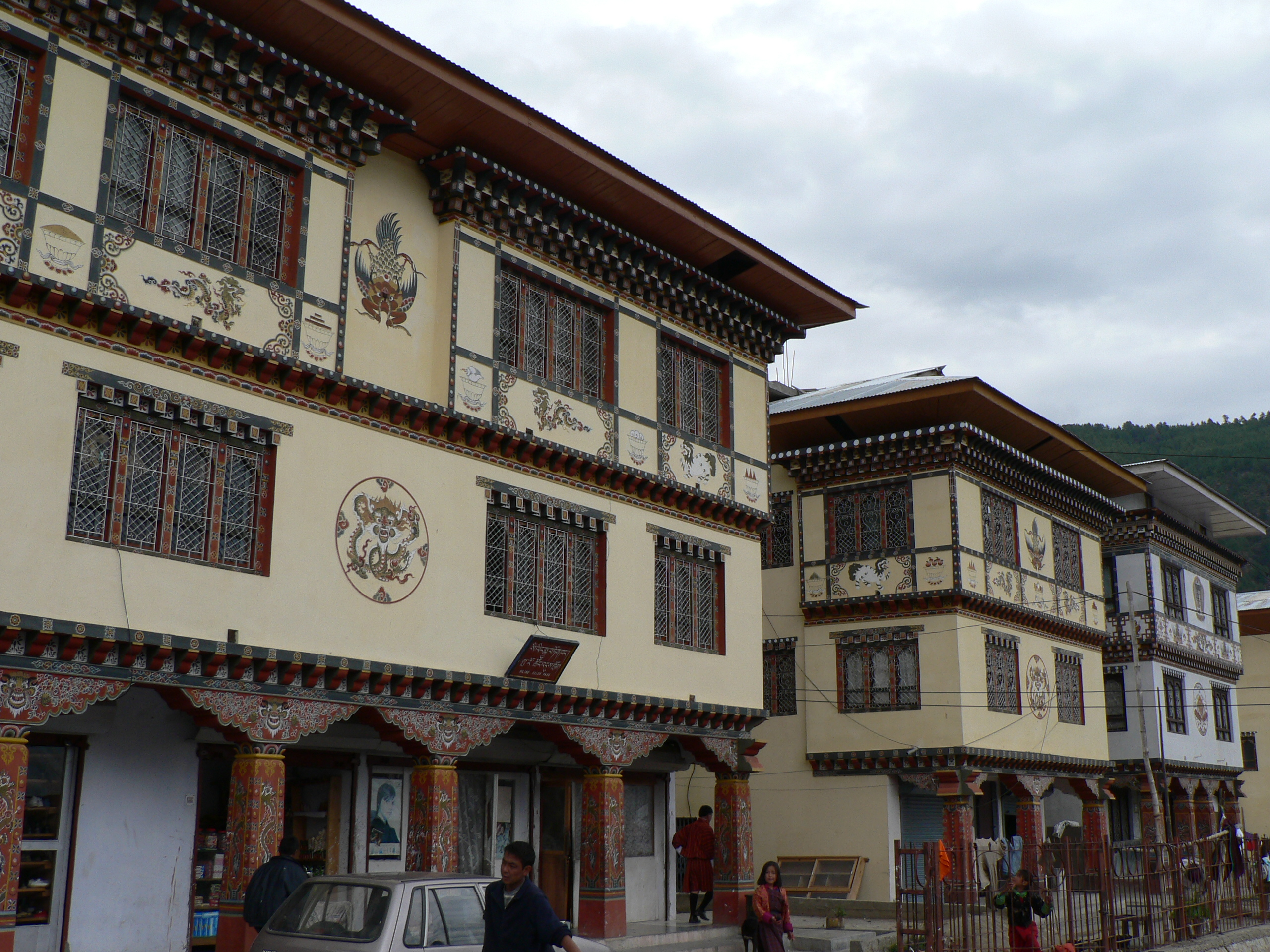
Comercios en Paro.
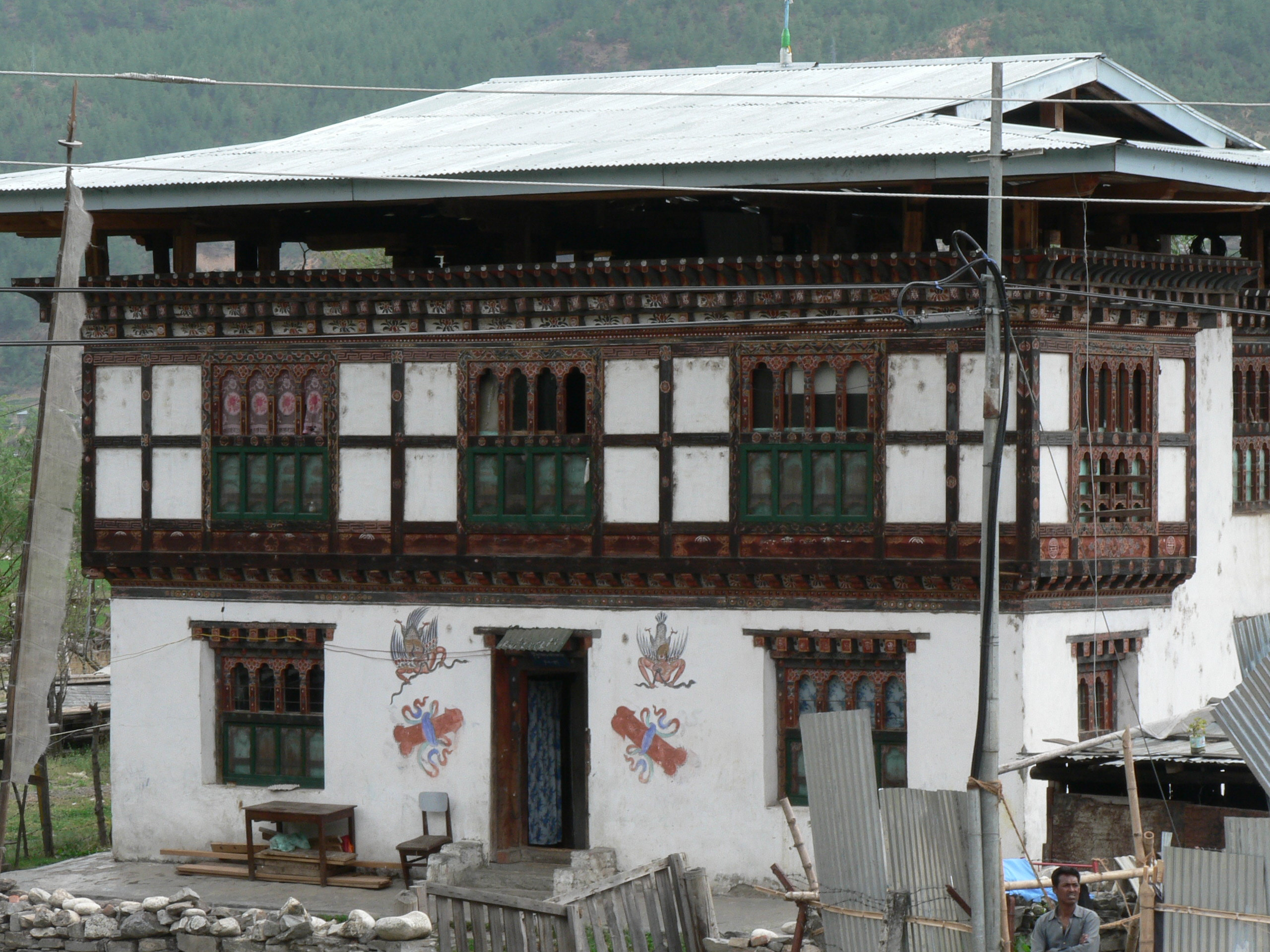
Vivienda típica de Paro.
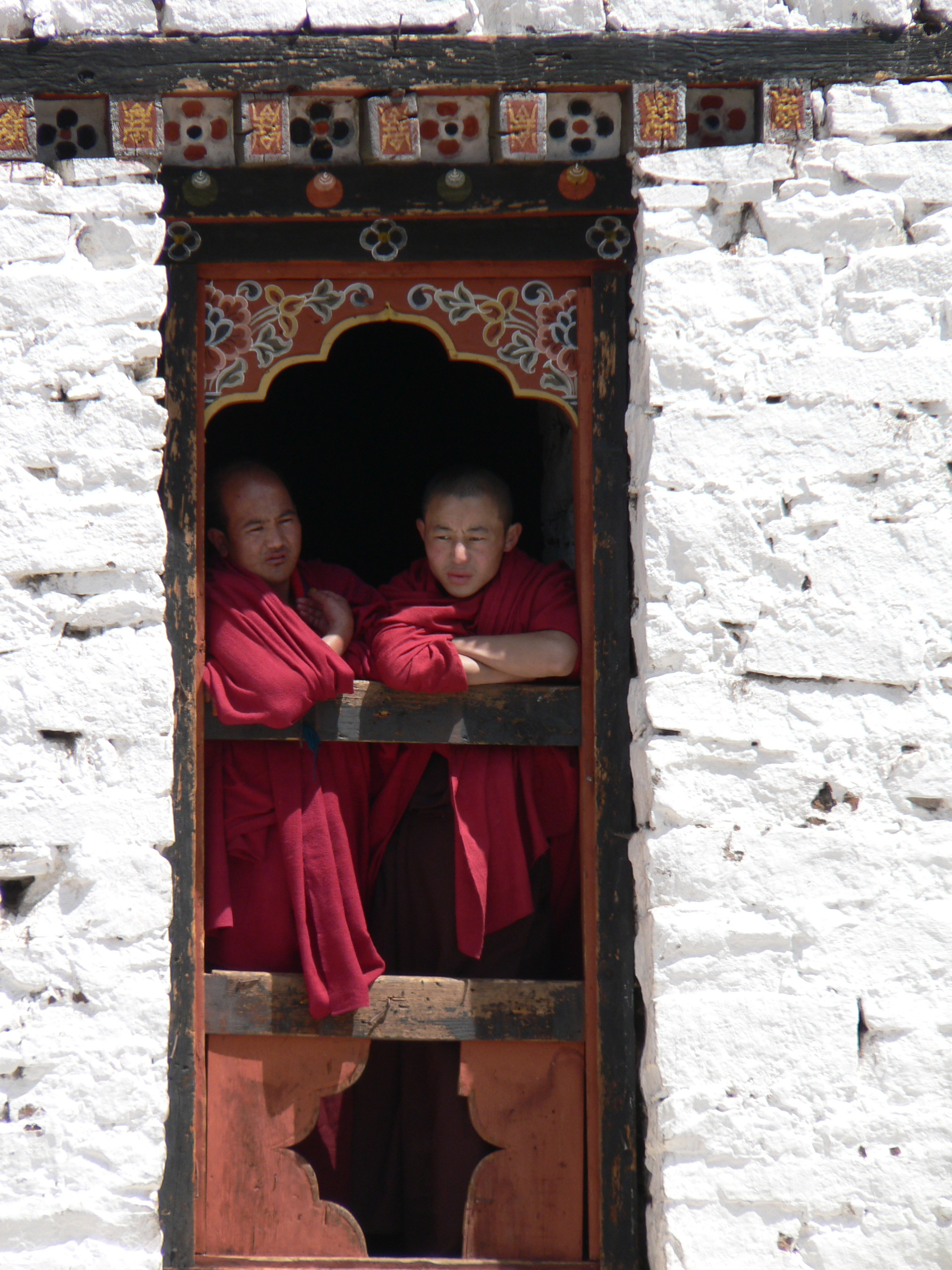
Monjes en el dzong de Paro.
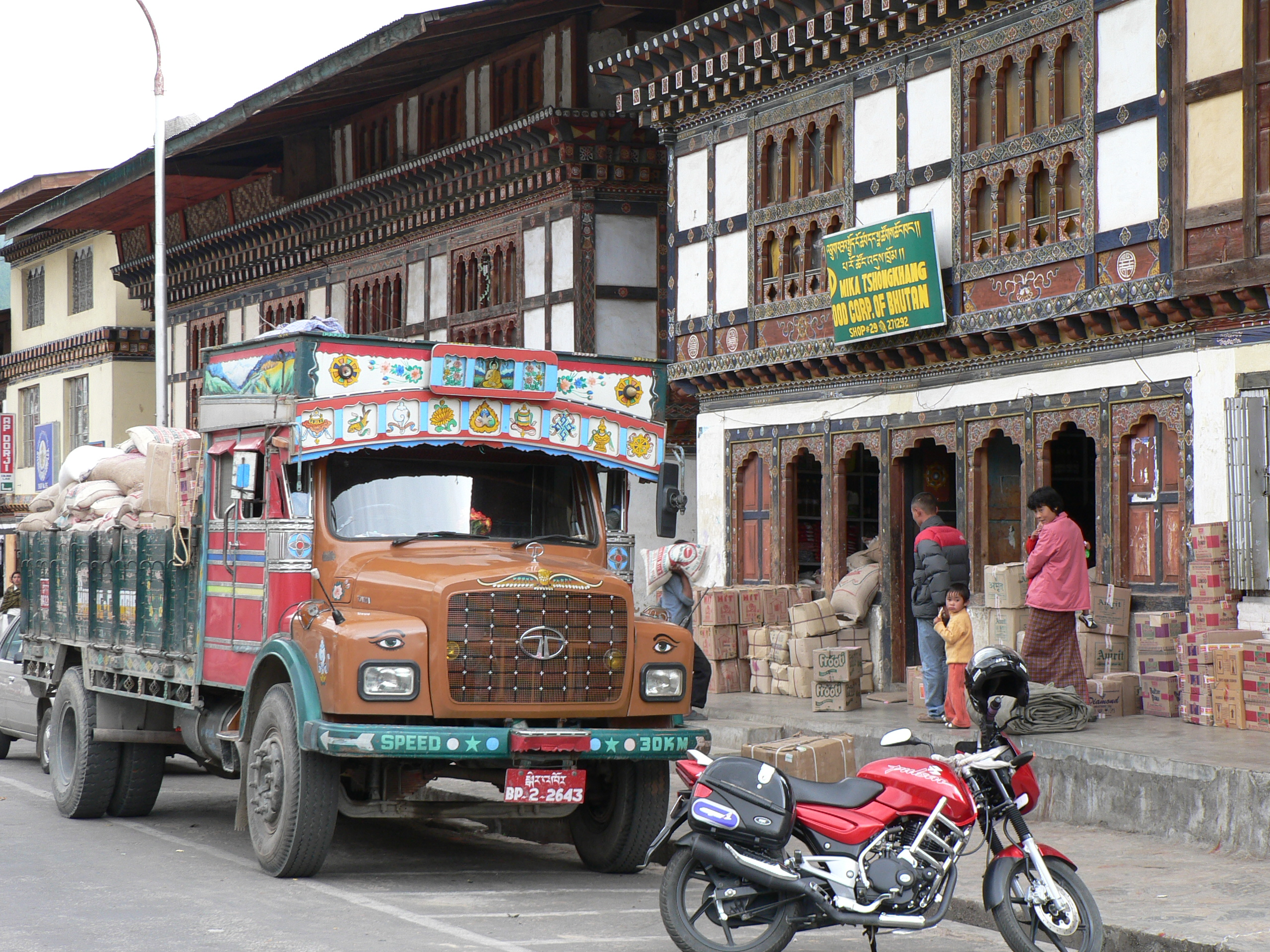
Calle principal de la ciudad.
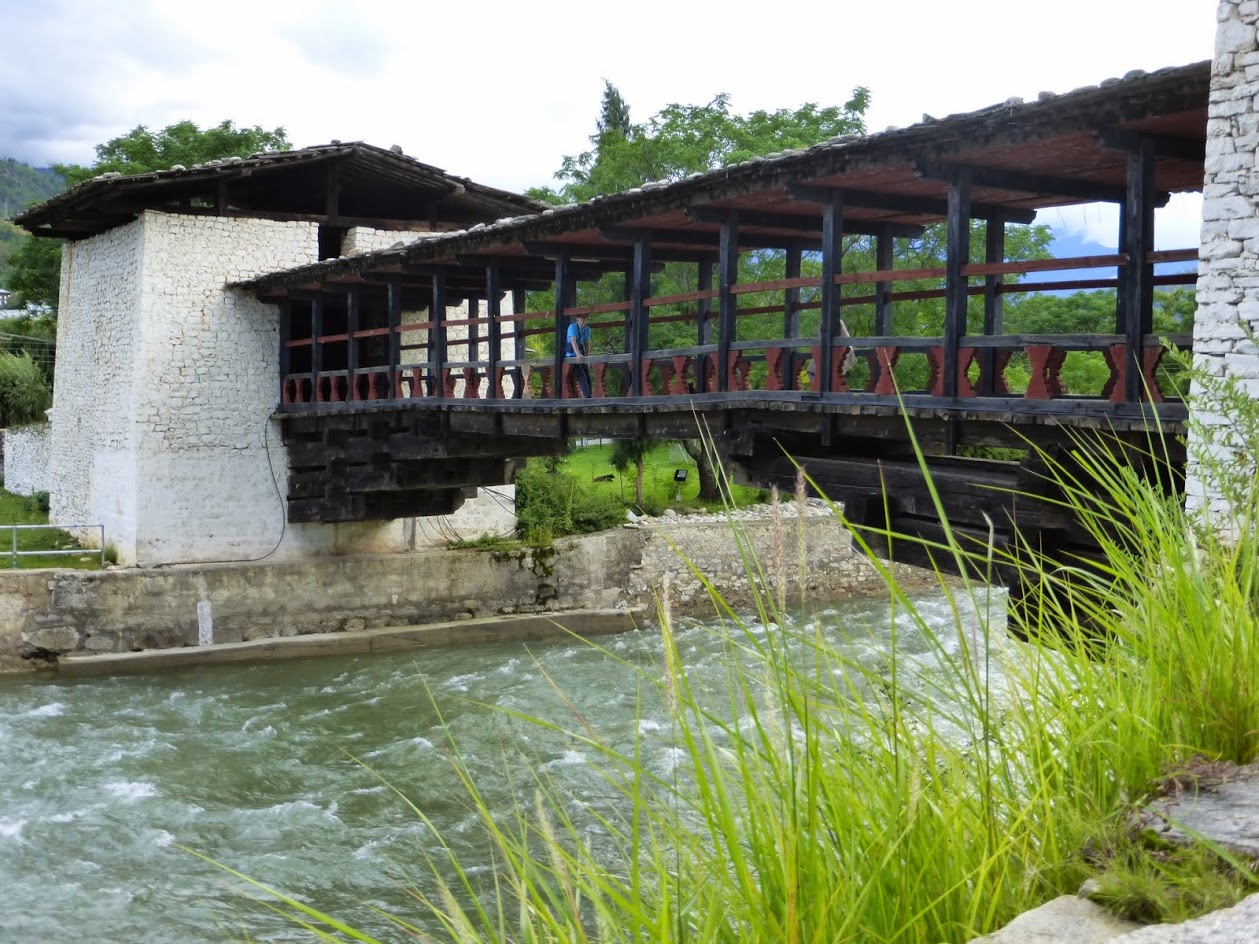
Vista de Nyamai Zam sobre Paro Chhu.